# Challenger de Marburgo 2013
El Marburg Open 2013 fue un torneo de tenis profesional que se jugó en canchas de arcilla. Se trató de la cuarta edición del torneo que forma parte del ATP Challenger Tour 2013 . Tuvo lugar en Marburgo , Alemania entre el 24 y el 30 de junio de 2013.

## Jugadores participantes del cuadro de individuales

### Cabezas de serie
| País                        | Jugador               | Rank1 | Favorito |
| Bandera de España           | Rubén Ramírez Hidalgo | 125   | 1        |
| Bandera de Argentina        | Diego Schwartzman     | 137   | 2        |
| Bandera de Chile            | Paul Capdeville       | 148   | 3        |
| Bandera de Alemania         | Simon Greul           | 155   | 4        |
| Bandera de Francia          | Josselin Ouanna       | 162   | 5        |
| Bandera de los Países Bajos | Jesse Huta Galung     | 167   | 6        |
| Bandera de Eslovaquia       | Andrej Martin         | 169   | 7        |
| Bandera de Kazajistán       | Andrey Golubev        | 172   | 8        |
| --------------------------- | --------------------- | ----- | -------- |

- 1 Se ha tomado en cuenta el ranking del día 17 de junio de 2013.

### Otros participantes
Los siguientes jugadores recibieron una invitación (wild card), por lo tanto ingresan directamente al cuadro principal:
- Andreas Beck
- Julian Lenz
- Maximilian Marterer
- Dominik Schulz

Los siguientes jugadores ingresan al cuadro principal tras disputar el cuadro clasificatorio:
- Yannick Hanfmann
- Kristijan Mesaroš
- Stefan Seifert
- Alexey Vatutin

Los siguientes jugadores ingresan al cuadro principal como exención especial:
- Norbert Gomboš

## Jugadores participantes en el cuadro de dobles

### Cabezas de serie
| País                        | Jugador           | País                    | Jugador        | Rank1 | Favorito |
| Bandera de Italia           | Stefano Ianni     | Bandera de China Taipéi | Lee Hsin-han   | 257   | 1        |
| Bandera de los Países Bajos | Jesse Huta Galung | Bandera de Australia    | Jordan Kerr    | 286   | 2        |
| Bandera de Filipinas        | Ruben Gonzales    | Bandera de China Taipéi | Peng Hsien-yin | 349   | 3        |
| Bandera de Italia           | Alessandro Motti  | Bandera de Italia       | Matteo Volante | 400   | 4        |
| --------------------------- | ----------------- | ----------------------- | -------------- | ----- | -------- |

- 1 Se ha tomado en cuenta el ranking del día 17 de junio de 2013.

### Otros participantes
Los siguientes jugadores recibieron una invitación (wild card), por lo tanto ingresan directamente al cuadro principal:
- Jannis Kahlke /  Tadej Turk
- Jan Beusch /  Lazar Magdincev
- Nils Langer /  Marko Zelch

## Campeones

### Individual Masculino
- Andrey Golubev derrotó en la final a  Diego Schwartzman por 6-1, 6-3.

### Dobles Masculino
- Andrey Golubev /  Yevgueni Koroliov derrotaron en la final a   Jesse Huta Galung /  Jordan Kerr por 6-3, 1-6, [10-6]